# Regreso a ti
Regreso a ti es el nombre del quinto álbum de estudio y la novena producción del cantante colombiano de rock cristiano Álex Campos. Fue lanzado al mercado el 7 de agosto de 2012 bajo el sello discográfico CanZion.
El álbum se caracteriza por una variedad de ritmos entre rock alternativo, reggae, balada y música folclórica colombiana. Con respecto al trabajo discográfico de estudio anterior Lenguaje de amor, representa un gran cambio en los ritmos ya que este presenta ritmos más latinos y tropicales, sin dejar a un lado el rock, que siempre lo caracteriza.
De este álbum, se desprenden algunos sencillos como: «No tiene prisa», «Bajo el sol» y «Suave voz» entre otros. En este álbum, están incluidas las participaciones de Jesús Adrián Romero y Sara Borraez.

## Lista de canciones
| N.º | Título                                | Duración |  |
| 1.  | «Vives tú y vivo yo»                  | 4:12     |  |
| 2.  | «Este muerto no llevo más»            | 3:42     |  |
| 3.  | «Entregarme todo»                     | 4:00     |  |
| 4.  | «Bajo el sol»                         | 3:56     |  |
| 5.  | «Regreso a ti» (con Sara Borraez)     | 3:49     |  |
| 6.  | «No tiene prisa»                      | 3:54     |  |
| 7.  | «Este amor»                           | 3:51     |  |
| 8.  | «Suave voz» (con Jesús Adrián Romero) | 3:34     |  |
| 9.  | «Bendita mujercita»                   | 3:59     |  |
| 10. | «Soy quien soy»                       | 4:18     |  |